# Rethel
Rethel – miejscowość i gmina we Francji, w regionie Grand Est, w departamencie Ardeny.
Według danych na rok 1990 gminę zamieszkiwały 7923 osoby, a gęstość zaludnienia wynosiła 426 osób/km².